# 文化治理
文化治理是以文化進行政治與社會、經濟的調節，涉及了文化於各領域的治理作用，而不限於文化事務的行政管理。它包括政府制定的文化政策，但也包括受非国家行为者所倡議而影響的文化和間接影響文化的政策。 

## 定義
文化治理大多由政府進行主導，但這並非官方的專利，也包含了公民、文化界、學界等私部門對於歷史及文化遺產保存的推動與對文化的影響。「治理」的廣義解釋還可以包括文化政策範圍之外，但影響文化的政府政策 ；而「文化多樣性」則是文化治理中廣泛被提及的，涵蓋了從有形到無形的各種文化。
文化治理的確切含義，有相當大的程度取決於對「文化」的定義，狹義而言可以指包含GLAM（博物館、圖書館、檔案館、美術館）、劇場、音樂廳等文化機構與藝術文化的連結，廣義而言則包含向是社會的生活方式或其知識系統與符號意涵。 從更廣泛的角度來看，文化治理從整體上處理社會中意義的產生，包括文化產業、品味的形成和語言的使用。 
而在文化治理興起的趨勢下，某些起初並非以文化保存為首要目標的社會運動，也開始挪用「文化策略」的闡述，將不被普遍認同其文化價值的對象加以「文化化」，宣稱其保存價值，藉以迎合官方對於文化治理的意圖，甚至發展出講求以「文化」為主軸的新運動。

## 世界
全球文化治理的主要機構是聯合國教科文組織，這是一個總部位於法國巴黎，成立於 1946 年的聯合國專門機構。 教科文組織訂定的文件指引經常被地方政府用作為指導方針，甚至成為政府的法律條文。他還促進了全球文化多樣性聯盟等網絡的發展，以促進文化領域的公共/社會/私人伙伴關係。近年來教科文組織更強調了城市（地方非營利組織參與地方治理）作為文化參與者的重要性，並以其所屬的国际反对种族主义城市联盟和全球創意城市網絡來進行推動。 

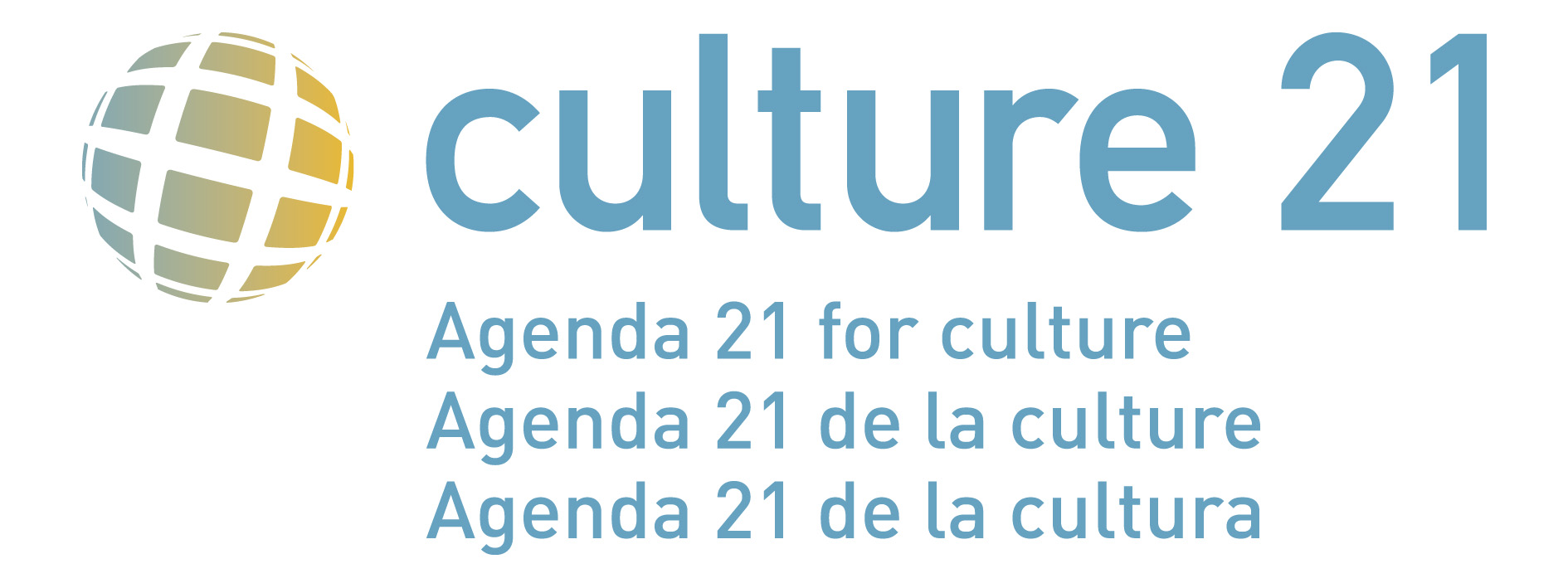
21世紀文化議程Logo

聯合國教科文組織本身在評選、發展和推廣世界文化遺產方面依賴與公民部門的伙伴關係。 評選世界遺產的會議吸引了數百名與會者，包括感興趣的團體代表。「世界遺產」議題透過在大眾媒体中的宣傳以及諸如《國家地理》雜誌和其他相關出版物的宣傳而更廣為人知。這個過程的所有步驟都促進了「元文化」的發展，能夠從普遍性的角度來討論全球文化問題，並產出文化經典。  
21世紀文化議程由國際組織城市和地方政府聯合組織運作代表了其成員在地方層級進行全球治理的平台。這個概念認同了「文化是永續發展的第四大支柱」，為《21世紀議程》所訂立的「永續發展三大支柱：經濟、社會和環境」做了擴充。 

## 區域和地方

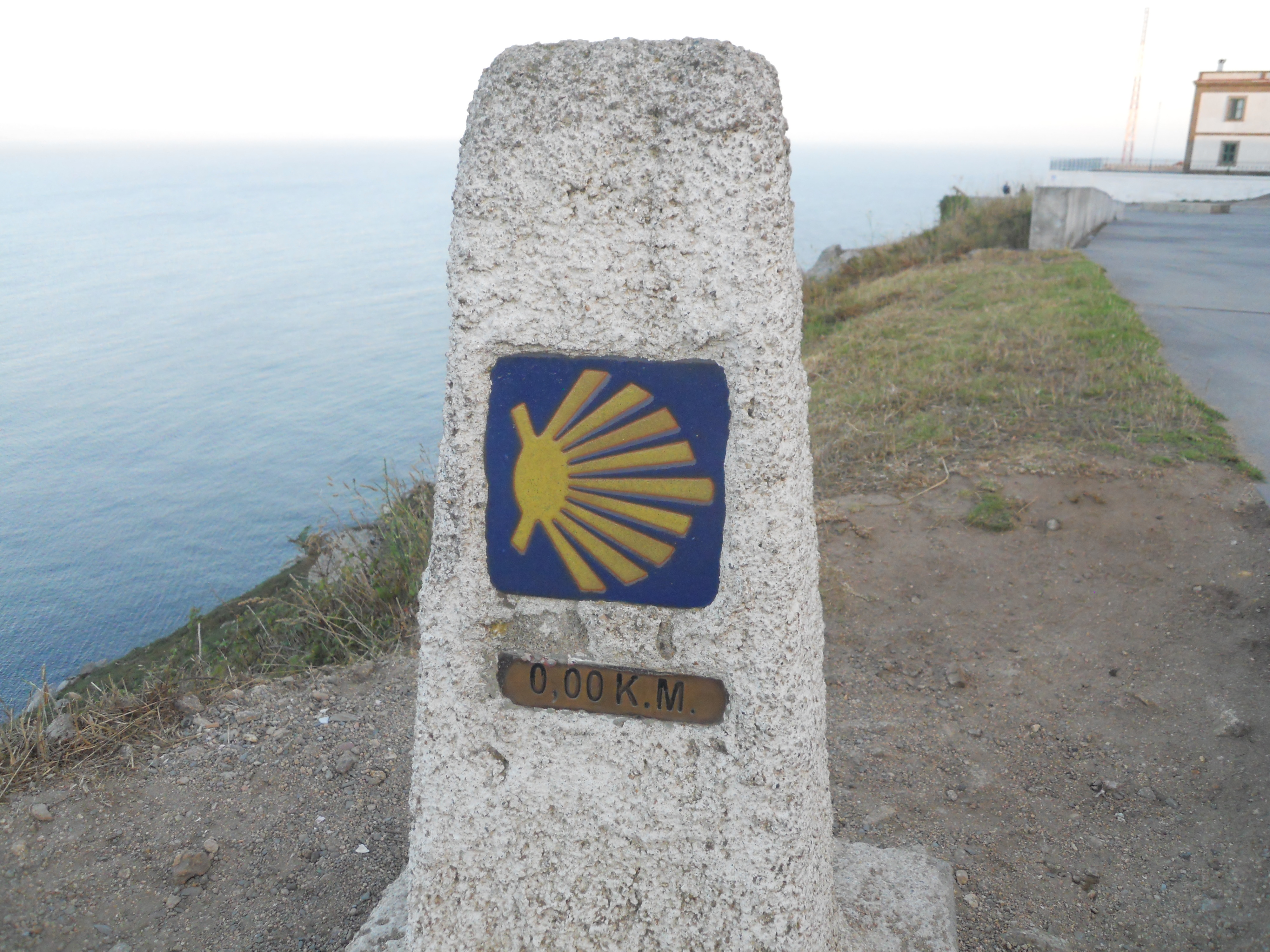
Camino de Santiago是中世紀的基督教朝聖之路，被歐洲理事會宣布為第一條歐洲文化路線，也被被列為聯合國教科文組織世界遺產。

### 歐盟
歐盟的文化治理包括一系列旨在促進歐洲文化的文化政策。 
歐盟執委會在2007 年的「在全球化世界中的歐洲文化議程」中描述了與文化的互動，通過各種管道包括支持與諮詢文化機構、鼓励藝動力（Artist mobility）和跨文化交流、在國際關係中使用歐洲文化、歐盟版權法的推動與執行，以及歐洲文化產品和服務的推廣。  由於自由市場中文化成果的不足，歐洲各國政府認為有必要積極促進和引導文化發展。此外，跨文化交流和融合被認為與經濟一體化相提並論。